# روبين لوبيز غارسيا-مدريد
روبين لوبيز غارسيا-مدريد (بالإسبانية: Rubén López García-Madrid) هو لاعب كرة قدم إسباني يلعب في خط الدفاع، ولد في 9 يوليو 1979 في برشلونة في إسبانيا. لعب مع لاسك لينتس ونادي فيسينداريو ونادي مليلية ونومانسيا.

## وصلات خارجية
- روبين لوبيز غارسيا-مدريد على موقع قاعدة بيانات كرة القدم.إي يو (الإنجليزية)
- روبين لوبيز غارسيا-مدريد على موقع Soccerway.com (الإنجليزية)
- روبين لوبيز غارسيا-مدريد على موقع عالم كرة القدم.نت (الإنجليزية)